# Gerdianus
Gerdianus is een kevergeslacht uit de familie van de boktorren (Cerambycidae). De wetenschappelijke naam van het geslacht werd voor het eerst geldig gepubliceerd in 2011 door Holzschuh.

## Soorten
Gerdianus is monotypisch en omvat slechts de volgende soort:
- Gerdianus gracilus (Holzschuh, 2009)